# Verbascum pseudonobile
Verbascum pseudonobile — вид квіткових рослин родини ранникові (Scrophulariaceae).

## Поширення
Вид поширений на північному сході Греції та південному заході Болгарії. Занесений до Червоної книги Болгарії.

## Опис
Дворічна трав'яниста рослина. Стебло заввишки 30-80 см. Прикореневе листя мають довжину близько 10 см і ширину до 3 см. Вони довгастої форми, хвилясті, сіруватого кольору. Суцвіття розгалужене, у формі яйцювато-пірамідальної волоті. Квітки розташовані групами по 3–5 в основі суцвіття, а вгорі поодинокі. Віночок діаметром 1,5–2 см, жовтий. Тичинки з помаранчевими стеблами і ниркоподібними пиляками. Плід від яйцеподібної до циліндричної форми. Цвіте в червні-липні. Плоди дозрівають у липні-вересні.